# Побєдоносцев Юрій Олександрович
Побєдоносцев Юрій Олександрович — радянський вчений, конструктор ракетної техніки.

## Біографія
З 1922-го по 1924-й навчався у ППК. Брав участь у створенні мінометів II-ї світової війни (М8, М13, М31) «Катерина», зробив великий внесок у теорію горіння пороху в камері ракетного двигуну встановивши критерій стійкості горіння, відомий як «критерій Побєдоносцева». З 1941-го по 1950-й рік працював в МВТУ: спільно з С. П. Корольовим заснував кафедру «Балістичні ракети». Доктор технічних наук (1949), професор та член-кореспондент Міжнародної академії астронавтики (1968).
Автор праць з внутрішньої балістики твердопаливних ракетних двигунів та інших напрямків ракетобудування.